# 신남포역
신남포역(新南浦驛)은 조선민주주의인민공화국 남포특급시에 위치한 평남선의 종착역이다. 인근에 남포항이 있어 중화인민공화국 및 동남아시아에서 들어온 물자를 평양직할시 로 수송하는 기능을 담당하며, 평양역, 신의주청년역, 개성역, 원산역, 라진역과 더불어 조선민주주의인민공화국의 중추역으로 꼽힌다.